# Kazimierz Świątek

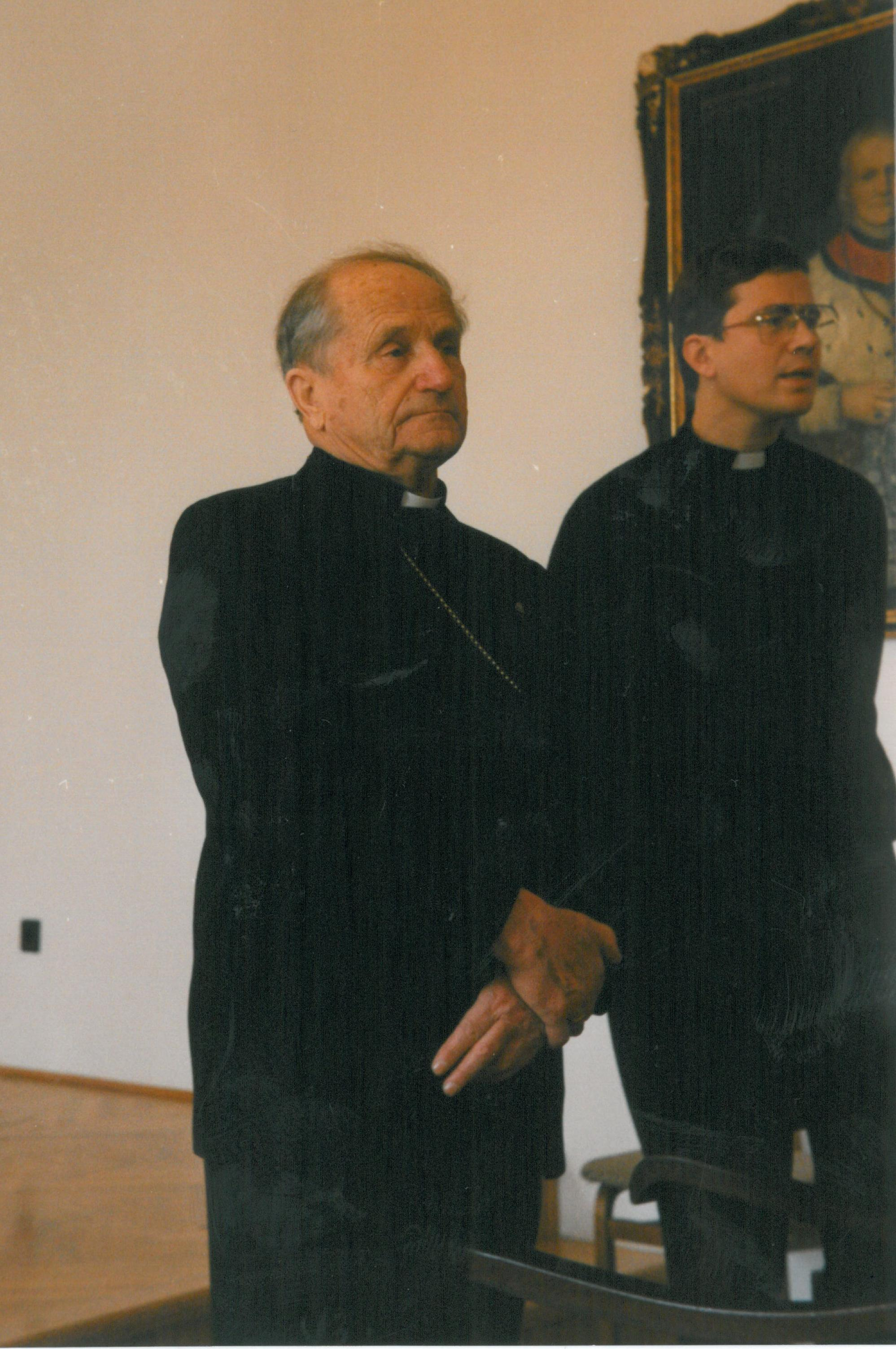
Kardinal Świątek bei der Visitation des Priesterseminars von Esztergom, Ungarn (1996)

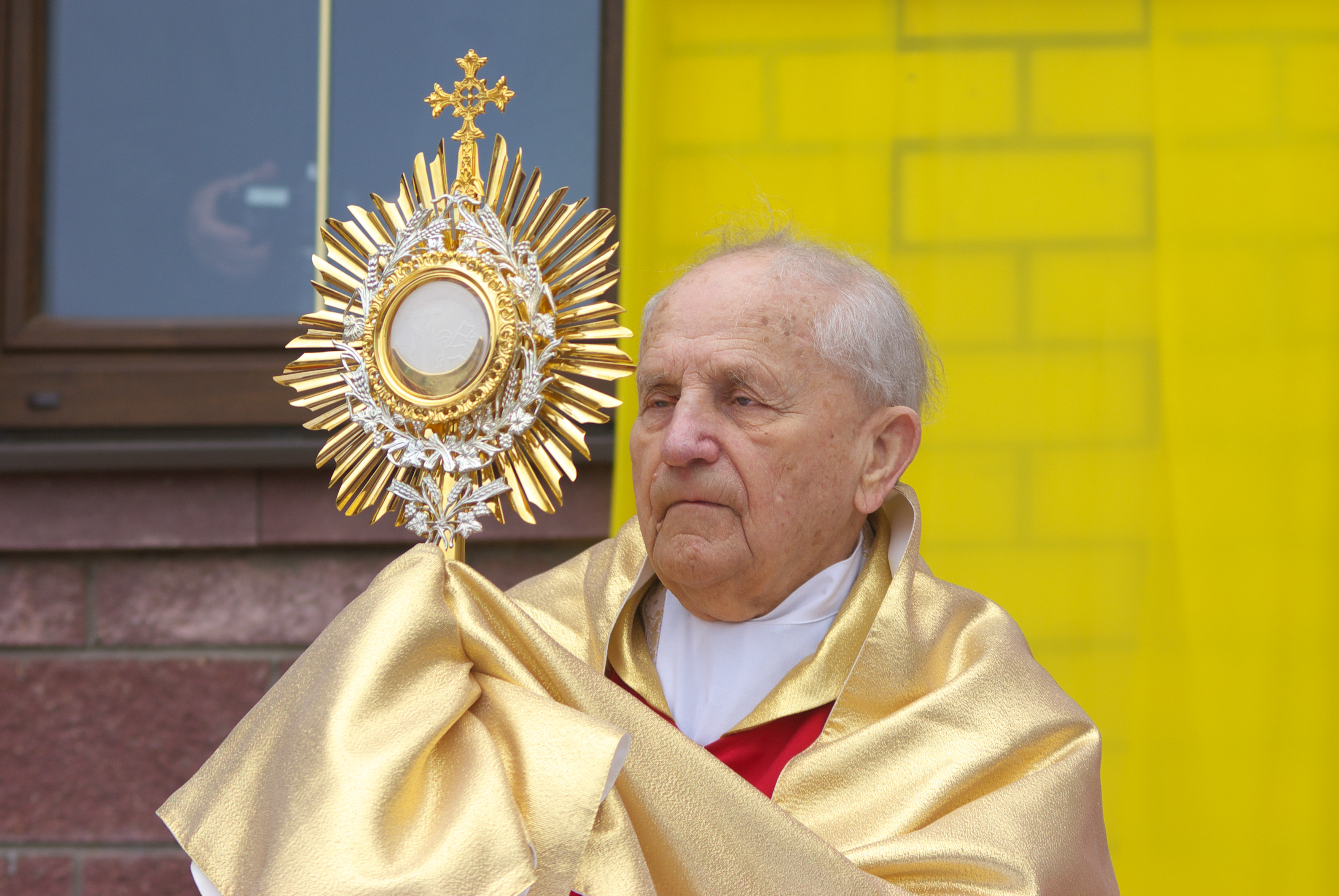
Kazimierz Kardinal Świątek bei der Spendung des Sakramentalen Segens (2009)

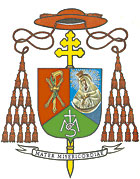
Kardinalswappen

Kazimierz Kardinal Świątek [kaˈʓimʲɛʂ ˈɕfʲjɔ̃ntɛk] (* 21. Oktober 1914 in Walk, Livland; † 21. Juli 2011 in Pinsk) war römisch-katholischer Erzbischof von Minsk-Mahiljou in Belarus.

## Leben
Kazimierz Świątek wurde in Walk, im kaiserlich-russischen Gouvernement Livland, geboren und wuchs in Riga auf. Sein Vater, Oberhaupt einer patriotischen polnischen Familie, kämpfte für die Polnischen Legionen von Józef Piłsudski und fiel in Wilna im Gefecht. Seine Mutter und sein jüngerer Bruder wurden nach Sibirien deportiert und konnten 1922 nach Polen zurückkehren. Kazimierz Świątek trat 1932 in das katholische Priesterseminar in Pinsk (damals Polen) ein und empfing am 8. April 1939 durch den damaligen Bischof von Pinsk, Kazimierz Bukraba, die Priesterweihe. In der Zeit der Unterdrückung der katholischen Kirche in der sowjetischen Ära verbrachte Świątek insgesamt mehrere Jahrzehnte in Arbeitslagern und Gefängnissen. Der Ausbruch des Zweiten Weltkrieges verhinderte 1941 die Vollstreckung seiner Todesstrafe; er verbrachte zwei Monate in der Todeszelle in Brest. 1944 wurde der junge Priester erneut verhaftet und zu zehn Jahren Lagerhaft verurteilt, die er in Sibirien und jenseits des Polarkreises in Workuta verbrachte. Nach seiner Freilassung konnte er erst am 16. Juli 1954 die Primiz in Pinsk feiern. In den Folgejahren engagierte er sich für die Wiederherstellung der Kathedrale von Pinsk.
Nach dem Untergang der Sowjetunion (UdSSR) und der offiziellen Wiederzulassung der katholischen Kirche ernannte Papst Johannes Paul II. Świątek am 13. April 1991 zum Erzbischof von Minsk-Mahiljou und Apostolischen Administrator der Diözese Pinsk. Am 21. Mai 1991 empfing der damals schon 76-Jährige die Bischofsweihe durch Erzbischof Tadeusz Kondrusiewicz, den Apostolischen Administrator für die Katholiken des lateinischen Ritus im europäischen Teil Russlands; Mitkonsekratoren waren Władysław Jędruszuk, Bischof von Drohiczyn in Polen, und Edward Kisiel, Bischof von Białystok in Polen.
Kurz nach seinem 80. Geburtstag, am 26. November 1994, wurde Świątek von Papst Johannes Paul II. als Kardinalpriester mit der Titelkirche San Gerardo Maiella in das Kardinalskollegium aufgenommen.
Sein Amt als Oberhirte der rund 200.000 Katholiken seines Erzbistums übte Kardinal Świątek auch jenseits des 90. Lebensjahres noch aus, wurde jedoch inzwischen von einem Weihbischof unterstützt.
Kardinal Świątek war erster Präsident der Konferenz der katholischen Bischöfe in Belarus.
Sein Rücktrittsgesuch vom Amt des Diözesanbischofs nahm Papst Benedikt XVI. am 13. Juni 2006 an. Kazimierz Kardinal Świątek starb am 21. Juli 2011 96-jährig in einem Krankenhaus im belarussischen Pinsk. Er wurde auf seinen Wunsch in der Kathedrale Mariä Himmelfahrt in Pinsk beigesetzt.

## Ehrungen
- Preis Fidei Testis („Zeuge des Glaubens“) durch das Institut Paul VI. (2004)[5]
- Ritter der Ehrenlegion durch Präsident Jacques Chirac (2006)